# Elsenfeld
Elsenfeld là một đô thị thuộc huyện Miltenberg bang Bayern nước Đức.